# Nisse Lindwall
Nils (Nisse) Erik Lindwall, född 28 september 1909 i Stockholm, död 1986, var en svensk målare och tecknare.
Han var son till skräddaren Erik Lindwall och Maria Pettersson. Lindwall studerade vid Maj Brings målarskola i Stockholm under fem år samt för Isaac Grünewald och Eduard Mc Avoy i Paris samt under studieresor till Lettland och Italien. Separat ställde han ut med en serie dansteckningar i Stockholm 1943 och tillsammans med Bonny Milhous ställde han ut i Helsingfors 1943 samt med Gustav Adolf Olsson och Curt Fahlstedt i Norrtälje 1947. Separat ställde han ut på Galleri S:t Nikolaus i Stockholm 1954 och han medverkade i samlingsutställningar med Sveriges allmänna konstförening. Han var verksam som teaterdekoratör vid flera privata teatrar i Stockholm samt Försvarsstabens förströelsedetalj 1938-1950. Hans konst består av stilleben, porträtt, landskap, figurer, akrobater, motiv från dansbanor och folkparker samt illustrationer för Kooperationens tidskrift Vår tidning. 